# Echestratos
Echestratos (grekiska: Ἐχέστρατος) var en spartansk kung. Han regerade från omkring år 900 f.Kr. till omkring 870 f.Kr. Han var den tredje kungen av den agiadiska kungaätten i Sparta och son till Agis I. Hans egen son Leobates efterträdde honom.

## Biografi
Echestratos räknade likt sin far, och sina efterföljare, sitt släktskap till heron Herakles. Under Echestratos regeringstid sägs Sparta ha tagit kontroll över landskapet Kynouros, beläget mellan Arkadien och Argolis. Den krigsorsak som anges i de antika källorna var att Kynourerna regelmässigt sades plundra Argolis vars folk de var besläktade med. Som en konsekvens av kriget skall spartanerna enligt källorna ha bortfört alla vapenföra män i landskapet (Kynouros).